# 쇼치야오요틀
쇼치야오요틀(나와틀어: xōchiyāōyōtl 쇼치야오요틀, 스페인어: guerra florida 구에라 플로리다[*]→꽃전쟁)은 1450년대부터 에스파냐 정복자들이 북미 본토에 상륙한 1519년까지 아스텍 삼각동맹과 주변 원주민 부족들 간에 지속적으로 벌어진 전쟁이다. 틀락스칼란, 우에쇼친코, 촐룰라 등의 알테페틀이 아스텍과 적대했다. 이들 알테페틀들은 서로 단합되지 않았으며 자기들끼리도 적대했다. 꽃전쟁은 구대륙에서 벌어진 것과 같은 총력전이 아니었으며, 특정한 관습 하에 치러지는 의식의 성격을 가졌다. 그 목적은 군사훈련이나 인신공양용 포로 획득 등이었다.
에스파냐의 멕시코 정복 당시 이들 적대세력들은 에르난 코르테스에게 붙어 오랜 원수였던 아스텍을 멸망시키는 데 적극적으로 협조했다.

## 기원
테츠코코의 귀족인 이스트릴로소치틀은 꽃전쟁의 "최초의 근거와 기원에 관한 가장 완전한 초기 진술"을 한다. 1450년부터 1454년까지 아즈텍인들은 흉작과 극심한 가뭄에 시달렸다. 이로 인해 멕시코 중부 고원지대에 기근이 발생하고 많은 사람이 사망했다. 이스트릴소치틀은 기근에 대한 대응으로 꽃전쟁이 시작되었다고 보고했다. "멕시코의 사제들은 신들이 제국에 화가 났으며, 그들을 달래기 위해서는 많은 사람들을 희생시켜야 하며, 정기적으로 이런 일을 해야 한다"고 말했다. 그리하여 테노치티틀란(아즈텍 수도), 테츠코코, 틀락스칼라, 촐룰라, 휴조칭고는 신들에게 바치는 인간 제물을 얻기 위해 꽃전쟁을 벌이기로 합의했다. 그러나 프레데릭 힉스와 같은 학자들은 이스트릴로소치틀의 글을 꽃전쟁의 기원설로 사용하는 것에 동의하지 않는데, 이스트릴로소치틀은 꽃전쟁에 대해 구체적으로 언급하지 않았고, 이 사건들을 기록한 유일한 자료이기 때문이다.